# Давор Гобац
Давор Гобац (Карловац, 17. фебруар 1964) је југословенски и хрватски рок певач, фронтмен групе Психомодо поп.

## Биографија
Као тринаестогодишњи дечак је свирао у панк бенду Клинска помора. Године 1983. оснива групу Нерон, која ће касније променити име у Психомодо поп. У загребачком клубу „Кулушић” су одржани први наступи групе Психомодо поп 1984. и 1985..
Прву песму Гобац је написао 1984. године, под називом Исте ствари која ће се касније у другом аранжману наћи на албуму Секси магазин 1990. године. За ову песму се говори да је обрадио ирски бенд U2. Заједно са бендом, Гобац се појавио на компилацији Вентилатор 202 демо топ 10 Вол 3.